# Supercopa do Brasil de Futsal
A Supercopa do Brasil de Futsal é uma competição realizada anualmente pela Confederação Brasileira de Futebol de Salão e reúne os Campeões da Liga Nacional e da Taça Brasil da temporada anterior na definição da vaga brasileira na Copa Libertadores de Futsal. A primeira edição foi realizada em 2016 na cidade catarinense de Jaraguá do Sul e a equipe da casa, a Associação Desportiva Jaraguá foi a primeira campeã ao derrotar a Associação Carlos Barbosa de Futsal.

## Participantes
- As três melhores equipes do Campeonato Brasileiro de Futsal (a partir de 2025)
- Campeão da Taça Brasil de Futsal
- Campeão da Copa do Brasil de Futsal (2019)
- Campeão da Copa dos Campeões Regionais de Futsal (2025)

### Participantes anteriores
- Campeão da Liga Nacional de Futsal (até 2021)
- Campeão da Liga Sul (2022-2024)
- Campeão da Copa do Nordeste (2022-2024)
- Representante da cidade-sede (2019)

## Edições
| # | Ano           | Sede              |                | Final              | Final             | Final |
| # | Ano           | Sede              | Campeão        | Placar             | Vice              |       |
| 1 | 2016 Detalhes | Jaraguá do Sul    | Jaraguá        | 2 – 2 (3 – 2 pen.) | Carlos Barbosa    |       |
| 2 | 2017 Detalhes | Carlos Barbosa    | Carlos Barbosa | 2 – 1              | Corinthians       |       |
| 3 | 2018 Detalhes | Sorocaba          | Magnus         | 3 – 0              | Atlántico Erechim |       |
| 4 | 2019 Detalhes | Francisco Beltrão | Corinthians    | 4 – 2              | Marreco Futsal    |       |
| 5 | 2020 Detalhes | Erechim           | Corinthians    | 1 - 1 (5 - 4 pen.) | Pato Futsal       |       |
| 6 | 2021 Detalhes | Sorocaba          | Magnus         | 5 - 1              | Minas             |       |
| 7 | 2023 Detalhes | Maracajú          | Joinville      | 4 - 1              | Magnus            |       |
| 8 | 2024 Detalhes | Jaraguá do Sul    | Magnus         | 5 - 1              | Praia Clube       |       |
| 9 | 2025 Detalhes | Joinville         | Joinville      | 3 - 2 (prorr.)     | Atlántico Erechim |       |

## Títulos por equipe
| Clube                              | Campeão | Anos             | Vice | Anos       |
| ---------------------------------- | ------- | ---------------- | ---- | ---------- |
| Magnus (Sorocaba)                  | 3       | 2018, 2021, 2024 | 1    | 2023       |
| Corinthians (São Paulo)            | 2       | 2019, 2020       | 1    | 2017       |
| Carlos Barbosa (Carlos Barbosa)    | 1       | 2017             | 1    | 2016       |
| Joinville (Joinville)              | 2       | 2023, 2025       | 0    | –          |
| Jaraguá (Jaraguá do Sul)           | 1       | 2016             | 0    | –          |
| Atlántico Erechim (Erechim)        | 0       | –                | 2    | 2018, 2025 |
| Marreco Futsal (Francisco Beltrão) | 0       | –                | 1    | 2019       |
| Pato Futsal (Pato Branco)          | 0       | –                | 1    | 2020       |
| Minas (Belo Horizonte)             | 0       | –                | 1    | 2021       |
| Praia Clube (Uberlândia)           | 0       | –                | 1    | 2024       |

## Títulos por Estado
| Estados           | Títulos |
| São Paulo         | 5       |
| Santa Catarina    | 3       |
| Rio Grande do Sul | 1       |
| ----------------- | ------- |